# Альфред Сміт
Альфред Емануель Сміт (англ. Alfred Emanuel Smith, 30 грудня 1873 — 4 жовтня 1944) — американський політик, чотири терміни обіймав посаду губернатора штату Нью-Йорк, був кандидатом у президенти США від Демократичної партії у 1928 році.
Син ірландсько-американської матері та ветерана громадянської війни італійсько-американського батька, Сміт виріс у Нижньому Іст-Сайді Манхеттена біля Бруклінського мосту. Він прожив у цьому районі все своє життя. Хоча Сміт залишився особисто незаплямованим корупцією, він, як і багато інших нью-йоркських політиків, був пов'язаний з сумнозвісною політичною машиною Таммані-Холу, яка контролювала політику Нью-Йорка в ті часи . Сміт служив в Асамблеї штату Нью-Йорк з 1904 по 1915 рік і обіймав посаду спікера Асамблеї в 1913 році. Сміт також служив шерифом округу Нью-Йорк з 1916 по 1917 рік. Вперше був обраний губернатором Нью-Йорка в 1918 році, програв свою спробу переобрання в 1920 році і знову був обраний губернатором в 1922, 1924 і 1926 роках. Сміт був найвидатнішим міським лідером Руху за ефективність у Сполучених Штатах і відзначився досягненням широкого спектру реформ на посаді губернатора Нью-Йорка у 1920-х роках.
У 1932 році Сміт балотувався на посаду президента США від Демократичної партії, але зазнав поразки від Франкліна Д. Рузвельта, свого колишнього союзника і наступника на посаді губернатора Нью-Йорка. Після цього Сміт зайнявся бізнесом у Нью-Йорку, брав участь у будівництві та просуванні Емпайр-Стейт-Білдінг і ставав все більш рішучим противником «Нового курсу» Рузвельта.

## Раннє життя
Сміт народився на Саут-стріт, 174 і виріс у Четвертому районі на Нижньому Іст-Сайді Манхеттена; він прожив там усе своє життя . Його мати, Кетрін (уроджена Малвіхілл), була дочкою Марії Марш і Томаса Малвіхілла, які були іммігрантами з графства Вестміт, Ірландія . Його батько, охрещений Джозефом Альфредом Смітом у 1839 році, був сином Емануеля Сміта, італійського маринаро. Старший Альфред Сміт (англіцизоване ім'я Альфредо Емануеле Ферраро) був сином італійських та німецьких іммігрантів . Він служив у 11-му Нью-Йоркському пожежному зуаві в перші місяці Громадянської війни.
Сміт виріс у сім'ї, яка переживала фінансову скруту в «позолоченому столітті»; Нью-Йорк зріс і завершив великі інфраструктурні проекти. Поруч будувався Бруклінський міст. «Бруклінський міст і я виросли разом», — згадував пізніше Сміт. Його четверо дідусів і бабусь були ірландцями, німцями, італійцями та англо-ірландцями, але Сміт ідентифікував себе з ірландсько-американською громадою і став її провідним речником у 1920-х роках.
Його батько Альфред був власником невеликої автотранспортної фірми, але помер, коли хлопчикові було 13 років. У віці 14 років Сміт був змушений кинути парафіяльну школу Святого Джеймса, щоб допомогти утримувати сім'ю, і протягом семи років працював на рибному ринку. До того, як кинути школу, він служив вівтарним служкою і перебував під сильним впливом католицьких священиків, з якими працював. Він ніколи не відвідував середню школу або коледж і стверджував, що дізнався про людей, вивчаючи їх на рибному ринку Фултона, де він працював за 12 доларів на тиждень. Його акторські здібності принесли йому успіх в аматорському театрі. Він став широко відомим і розвинув плавний ораторський стиль, який характеризував його політичну кар'єру. 6 травня 1900 року Ел Сміт одружився з Кетрін Енн Данн, з якою мав п'ятеро дітей.

## Спадщина
Будівлі та інші визначні пам'ятки, названі на честь Сміта, включають наступне:
- Альфред Е. Сміт Білдінг, хмарочос 1928 року в Олбані, штат Нью-Йорк;
- Будинки губернатора Альфреда Сміта, громадська житлова забудова в Нижньому Манхеттені поблизу місця його народження;
- Парк губернатора Альфреда Сміта - дитячий майданчик у районі Two Bridges на Манхеттені неподалік від місця його народження;
- Губернатор Альфред Сміт — колишній передовий, а нині резервний пожежний катер у складі флоту пожежної охорони Нью-Йорка;
- Губернаторський парк «Затонулий луг» імені Альфреда Сміта — державний парк у місті Сміттаун, графство Саффолк;
- Alfred E. Smith Recreation Center — центр дозвілля молоді в районі Two Bridges на Манхеттені;
- PS 163 Alfred E. Smith School — школа у Верхньому Вест-Сайді Манхеттена;
- PS 1 Alfred E. Smith School — школа в китайському кварталі Манхеттена;
- Середня школа професійно-технічної освіти імені Альфреда Сміта в Південному Бронксі;
- Вечеря Меморіального фонду Альфреда Е. Сміта — збір коштів для католицьких благодійних організацій та зупинка на шляху президентської передвиборчої кампанії;
- Сміт-Холл, гуртожиток Хінманського коледжу Бінгемтонського університету;
- Сміт-Холл, гуртожиток у Фармінгдейлському державному коледжі;
- Кемп Сміт — військовий об'єкт Національної гвардії штату Нью-Йорк у маєтку Кортландт поблизу Пікскілла, штат Нью-Йорк, приблизно за 30 миль (48 км) на північ від Нью-Йорка, на північному кордоні округу Вестчестер, площею 1 900 акрів (7,7 км2).